# Wiliete Sport Clube de Benguela
Der Wiliete Sport Clube de Benguela, kurz Wiliete SC und gelegentlich auch Wiliete FC, ist ein Fußballverein aus der angolanischen Stadt Benguela. Er wurde am 14. September 2018 gegründet.
Der Klub empfängt seine Gäste im Estádio Nacional de Ombaka in Benguela. Das Stadion fasst 35.000 Zuschauer.

## Geschichte
Nach seiner Gründung 2018 startete der Klub in der höchsten Spielklasse der Provinz Benguela. Am Ende der Aufstiegsrunde zur zweiten angolanischen Liga, dem Gira Angola (auch Segundona), zählte Wiliete zu den Aufsteigern.
Seine erste Saison in der Segundona 2019 beendete der Klub als Dritter. Zunächst lehnte der Verein den Aufstieg zur ersten Liga, dem Girabola ab und wollte in der zweiten Liga verbleiben, trat dann aber doch zur Girabola-Saison 2019/20 an.